# Mental Funeral
Mental Funeral è il secondo album degli Autopsy, pubblicato nel 1991. Con questo album aumentorono notevolmente le influenze doom metal.

## Tracce
1. Twisted Mass of Burnt Decay – 2:14
2. In the Grip of Winter – 4:09
3. Fleshcrawl – 0:35
4. Torn from the Womb – 3:19
5. Slaughterday – 4:13
6. Dead – 3:37
7. Robbing the Grave – 4:20
8. Hole in the Head – 6:03
9. Destined to Fester – 4:33
10. Bonesaw – 0:46
11. Dark Crusade – 4:02
12. Mental Funeral – 0:32

## Formazione
- Chris Reifert - voce, batteria
- Danny Coralles - chitarra
- Eric Cutler – chitarra, voce in "Slaughterday"
- Steve Cutler – basso